# Temporada 1976-77 de los Milwaukee Bucks
La temporada 1976-77 fue la novena de los Milwaukee Bucks en la NBA. La temporada regular acabó con 30 victorias y 52 derrotas, ocupando el undécimo y último puesto de la Conferencia Oeste, no logrando clasificarse para los playoffs.

## Elecciones en elDraft
| Ronda | Puesto | Jugador       | Posición | Nacionalidad   | Universidad    |
| ----- | ------ | ------------- | -------- | -------------- | -------------- |
| 1     | 7      | Quinn Buckner | Base     | Estados Unidos | Indiana        |
| 2     | 23     | Alex English  | Alero    | Estados Unidos | South Carolina |
| 2     | 24     | Scott Lloyd   | Pívot    | Estados Unidos | Arizona State  |
| 3     | 40     | Lloyd Walton  | Base     | Estados Unidos | Marquette      |

## Temporada regular
| División Medio Oeste | División Medio Oeste | División Medio Oeste | División Medio Oeste | División Medio Oeste | División Medio Oeste | División Medio Oeste | División Medio Oeste | División Medio Oeste |
| Equipo               | G                    | P                    | %                    | PD                   | Casa                 | Fuera                | Div                  |                      |
| -------------------- | -------------------- | -------------------- | -------------------- | -------------------- | -------------------- | -------------------- | -------------------- | -------------------- |
| y-Denver Nuggets     | 50                   | 32                   | .610                 | –                    | 36–5                 | 14–27                | 15–5                 |                      |
| x-Detroit Pistons    | 44                   | 38                   | .537                 | 6                    | 30–11                | 14–27                | 12–8                 |                      |
| x-Chicago Bulls      | 44                   | 38                   | .537                 | 6                    | 31-10                | 13-28                | 10–10                |                      |
| Kansas City Kings    | 40                   | 42                   | .488                 | 10                   | 28–13                | 12–29                | 7–13                 |                      |
| Indiana Pacers       | 36                   | 46                   | .439                 | 14                   | 25–16                | 11–30                | 9–11                 |                      |
| Milwaukee Bucks      | 30                   | 52                   | .366                 | 20                   | 24–17                | 6–35                 | 7–13                 |                      |

## Estadísticas
| Rk | Jugador          | Edad | P  | PT | MP   | TC  | TCI  | %TC  | TL  | TLI | %TL  | RO  | RD  | RT   | AS  | RB  | TAP | BP | FP  | PTS  |
| -- | ---------------- | ---- | -- | -- | ---- | --- | ---- | ---- | --- | --- | ---- | --- | --- | ---- | --- | --- | --- | -- | --- | ---- |
| 1  | Bob Dandridge    | 29   | 70 |    | 35.7 | 8.4 | 17.9 | .467 | 4.0 | 5.2 | .771 | 2.1 | 4.2 | 6.3  | 3.8 | 1.4 | 0.4 |    | 3.2 | 20.8 |
| 2  | Brian Winters    | 24   | 78 |    | 34.8 | 8.4 | 16.8 | .498 | 2.6 | 3.1 | .847 | 0.8 | 2.1 | 3.0  | 4.3 | 1.5 | 0.4 |    | 2.9 | 19.3 |
| 3  | Junior Bridgeman | 23   | 82 |    | 29.4 | 6.0 | 13.3 | .449 | 2.4 | 2.8 | .864 | 1.6 | 3.5 | 5.1  | 2.5 | 1.0 | 0.3 |    | 2.7 | 14.4 |
| 4  | Swen Nater       | 27   | 72 |    | 27.2 | 5.3 | 10.1 | .528 | 2.4 | 3.2 | .754 | 3.7 | 8.3 | 12.0 | 1.5 | 0.8 | 0.7 |    | 3.0 | 13.0 |
| 5  | Quinn Buckner    | 22   | 79 |    | 26.5 | 3.8 | 8.7  | .434 | 1.1 | 1.9 | .539 | 1.2 | 2.2 | 3.3  | 4.7 | 2.4 | 0.3 |    | 3.7 | 8.6  |
| 6  | Dave Meyers      | 23   | 50 |    | 25.2 | 3.6 | 7.7  | .467 | 2.5 | 3.8 | .661 | 2.4 | 4.4 | 6.8  | 1.7 | 0.8 | 0.6 |    | 3.0 | 9.7  |
| 7  | Elmore Smith     | 27   | 34 |    | 23.2 | 3.3 | 7.4  | .447 | 1.8 | 3.1 | .581 | 1.5 | 4.6 | 6.1  | 0.9 | 0.6 | 2.0 |    | 3.2 | 8.4  |
| 8  | Gary Brokaw      | 23   | 41 |    | 21.7 | 3.2 | 7.9  | .401 | 2.6 | 3.3 | .766 | 0.2 | 1.3 | 1.6  | 2.7 | 0.5 | 0.6 |    | 2.1 | 8.9  |
| 9  | Fred Carter      | 31   | 47 |    | 18.6 | 3.5 | 8.5  | .416 | 1.2 | 1.6 | .753 | 1.0 | 1.0 | 2.0  | 2.2 | 0.6 | 0.1 |    | 2.0 | 8.3  |
| 10 | Jim Price        | 27   | 6  |    | 18.5 | 3.5 | 6.8  | .512 | 1.2 | 1.5 | .778 | 0.7 | 1.5 | 2.2  | 2.5 | 1.2 | 0.2 |    | 2.3 | 8.2  |
| 11 | Kevin Restani    | 25   | 64 |    | 17.4 | 2.7 | 5.2  | .518 | 0.2 | 0.4 | .500 | 1.3 | 2.8 | 4.1  | 1.4 | 0.5 | 0.2 |    | 1.6 | 5.6  |
| 12 | Scott Lloyd      | 24   | 69 |    | 14.9 | 2.2 | 4.7  | .472 | 1.4 | 1.8 | .754 | 1.2 | 1.9 | 3.0  | 0.5 | 0.3 | 0.2 |    | 2.3 | 5.8  |
| 13 | Lloyd Walton     | 23   | 53 |    | 12.8 | 1.7 | 3.5  | .468 | 1.0 | 1.2 | .815 | 0.3 | 0.7 | 1.0  | 2.7 | 0.8 | 0.0 |    | 1.0 | 4.3  |
| 14 | Rowland Garrett  | 26   | 33 |    | 11.6 | 2.0 | 4.4  | .452 | 0.7 | 0.9 | .793 | 0.8 | 1.4 | 2.2  | 0.6 | 0.4 | 0.2 |    | 1.5 | 4.7  |
| 15 | Alex English     | 23   | 60 |    | 10.8 | 2.2 | 4.6  | .477 | 0.8 | 1.0 | .767 | 1.1 | 1.7 | 2.8  | 0.4 | 0.3 | 0.3 |    | 1.3 | 5.2  |
| 16 | Glenn McDonald   | 24   | 9  |    | 8.8  | 0.9 | 3.8  | .235 | 0.3 | 0.4 | .750 | 0.9 | 0.4 | 1.3  | 0.8 | 0.4 | 0.0 |    | 1.2 | 2.1  |
| 17 | Mickey Davis     | 26   | 19 |    | 8.7  | 1.5 | 3.6  | .426 | 1.2 | 1.3 | .920 | 0.6 | 0.9 | 1.5  | 1.1 | 0.3 | 0.2 |    | 0.6 | 4.3  |